# Simulium hoffmanni
Simulium hoffmanni är en tvåvingeart som beskrevs av Vargas 1943. Simulium hoffmanni ingår i släktet Simulium och familjen knott.
Artens utbredningsområde är Peru. Inga underarter finns listade i Catalogue of Life.